# Robert Brahm

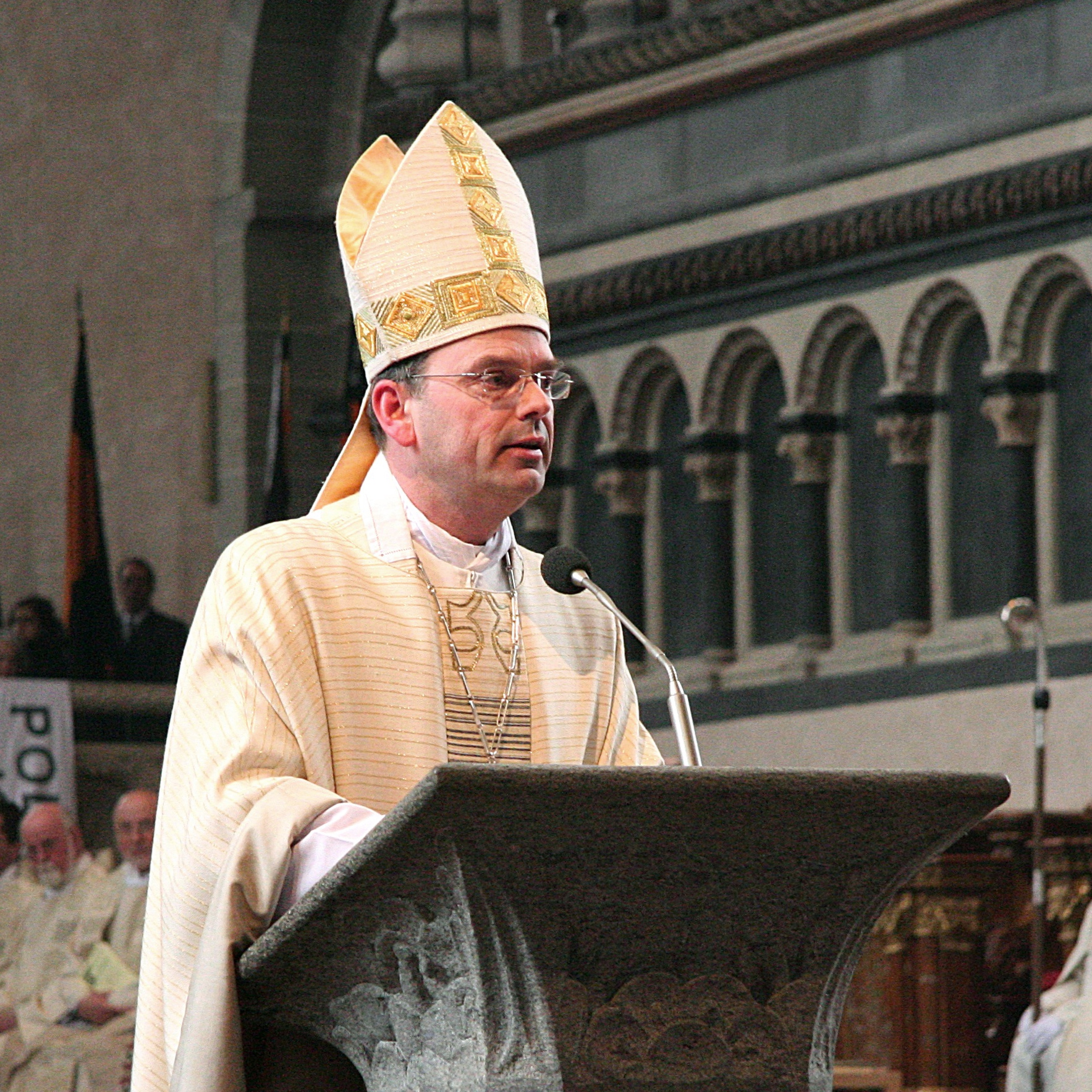
Weihbischof Robert Brahm (2008)

Bischofswappen

Robert Brahm (* 25. August 1956 in Oberwesel) ist Weihbischof im Bistum Trier.

## Leben
Der in Oberwesel geborene und aufgewachsene Robert Brahm war nach dem Studium der Katholischen Theologie und Philosophie und seiner Weihe zum Diakon zunächst in der Pfarrei St. Blasius und Martinus in Saarwellingen tätig. Am 14. Juli 1984 empfing er in Trier die Priesterweihe. Anschließend war er zunächst Kaplan in Bad Kreuznach und ab 1986 Regionaljugendpfarrer in Neuwied.
1991 wurde Brahm zum Diözesanpräses der Kolpingjugend des Bistums Trier ernannt. Zugleich wurde er Subregens des Priesterseminars Studienhaus St. Lambert in Lantershofen und Pfarrer im benachbarten Karweiler. Am 1. August 2000 wurde er als Ordinariatsrat ins Trierer Generalvikariat berufen und war dort als Beauftragter für die Diakone tätig. Am 16. November desselben Jahres wurde er zudem zum Domvikar ernannt. Seit dem 1. September 2002 zeichnete er zugleich für den Priestereinsatz der Diözese verantwortlich.
Am 9. Dezember 2003 ernannte ihn Papst Johannes Paul II. zum Titularbischof von Mimiana und zum Weihbischof in Trier. Die Bischofsweihe spendete ihm  am 8. Februar 2004 im Trierer Dom der Trierer Bischof Reinhard Marx; Mitkonsekratoren waren Altbischof Hermann Josef Spital und Weihbischof Leo Schwarz.
Am 20. Februar desselben Jahres wurde Robert Brahm zum Domkapitular des Trierer Domkapitels ernannt und am 17. Dezember von Reinhard Marx zum Bischofsvikar für den Visitationsbezirk Saarbrücken berufen.
Nachdem Reinhard Marx am 2. Februar 2008 das Amt des Erzbischofs von München und Freising übernommen hatte, wurde Robert Brahm für die Zeit der daraus resultierenden Sedisvakanz am 5. Februar desselben Jahres vom Trierer Domkapitel zum Diözesanadministrator des Bistums Trier gewählt.
Robert Brahm ist Mitglied der Kommission für Geistliche Berufe und Kirchliche Dienste sowie der Publizistischen Kommission der Deutschen Bischofskonferenz.

## Wappen und Wahlspruch
Der halbrunde, gespaltene  und halbgeteilte Schild zeigt vorne auf weiß/silbernem Grund ein rotes Kreuz, das Bistumswappen von Trier.  Hinten oben auf goldenem Grund ein schwarzer Adler, das Wappen seines Heimatorts Oberwesel und unten auf rotem Grund ein weiß/silbernes Buch (Attribut des Hl. Robert Bellarmin, seines Namenspatrons). Hinter dem Schild stehend das Bischofskreuz, darüber der grüne Galero (Bischofshut) mit den jeweils sechs herunterhängenden grünen Quasten (fiocchi).
Sein Wahlspruch  lautet: VERBUM CHRISTI VOBISCUM („Das Wort Christi sei mit Euch“) und ist aus dem Kolosserbrief (Kol 3,16 ) entnommen.